# Stéphane Ostrowski
Stéphane Ostrowski (Bron, Francia, 17 de marzo de 1962) es un exjugador y exentrenador de baloncesto francés que medía 2,05 m y cuya posición en la cancha era la de ala-pívot. 

## Clubes
- 1982-85 LNB. Le Mans Sarthe Basket
- 1985-92 LNB. CSP Limoges
- 1992-95 LNB. Olympique Antibes
- 1995-98 LNB. Cholet Basket
- 1998-99 LNB. Olympique Antibes
- 1999-01 LNB. Élan Sportif Chalonnais
- 2001-05 LNB. Olympique Antibes

## Palmarés
- Liga de Francia: 4

CSP Limoges:   1987-88, 1988-89, 1989-90.
Olympique 'Antibes: 1994-95
- Copa de baloncesto de Francia: 1

Cholet Basket: 1998
- Recopa: 1

CSP Limoges: 1988